# Půlnoční překvapení
Půlnoční překvapení je opera o jednom dějství českého skladatele Štěpána Luckého na libreto spisovatelky Jarmily Loukotkové na námět jejího románu Není římského lidu. Premiéru měla 15. května 1959 v divadle D 34 v Praze.

## Vznik a historie
Opera Půlnoční překvapení vznikla pro divadlo D 34, u kterého jeho ředitel a umělecký vedoucí Emil František Burian zřídil malý operní soubor pod názvem Opera D 34. Pokoušel se pro svůj projekt avantgardní opery získat nová díla českých skladatelů, především těch mladých a dosud neetablovaných, měl však v tom jen skromné výsledky. Jedním z mála děl, která vznikla, byla právě jediná opera Štěpána Luckého (který se s Burianem znal a napsal mj. obsáhlou kritiku jeho opery Maryša).
Lucký zhudebnil libreto Jarmily Loukotkové, která pro něj připravila satirickou scénu ze svého románu Není římského lidu, který se odehrává ve starověkém Římě za doby císaře Nerona a jehož hlavním hrdinou je básník Petronius. Román vyšel poprvé roku 1949 a získal si značnou čtenářskou oblibu. Jádrem jednoaktové opery je básnický (pěvecký) soubor mezi Petroniem a Neronem.
Premiéru Luckého opery dne 15. května 1959 – „v tichu závětří Pražského jara a bez zvláštní propagace“ v kombinaci s operou Polapená nevěra Otmara Máchy – uvádí dobový tisk, jakož i např. Malá encyklopedie české opery, a byly otištěny i recenze, například Jana Zelenky ve Večerní Praze a Jarmily Brožovské v týdeníku Kultura. Divadelní a hudební vědkyně Helena Spurná však s odvoláním na vzpomínky režisérky Libuše Čechové, která Půlnoční překvapení nastudovala, uvádí, že ve skutečnosti k premiéře této opery nedošlo, protože Burian ji hned po generální zkoušce stáhl z repertoáru. Důvody nejsou jasné. Zelenkova recenze tvrdě kritizuje libreto: „Štěpán Lucký měl rozhodně zvážit především libreto Jarmily Loukotkové. Obsah libreta, jehož aktualizace svádí dokonce k falešnému výkladu, stejně tak umělecké zpracování nejsou podle mého soudu hodny skladatelovy námahy, kterou dílu věnoval.“ Z této recenze lze dovodit, že obsah libreta byl „pravděpodobně nějak ideologicky závadný“ (H. Spurná). Libreto kritizovala ve své recenzi i Jarmila Brožovská: podle ní „překvapuje nedostatkem vtipu“, je nedramatické a jeho „řeč není ani parodistická, ani se nedrží antického koturnu, není ani moderní, ani operně stylizovaná“. Zdrcující je však spíše její hodnocení samotného provedení: „soubor slabý, velmi slabý s jediným kvalitním výkonem J. Soumara v roli Petronia“. I když hudbu považovala za „spíše hudební pásmo než sevřený dramatický útvar“, vyzdvihla dramatickou charakterizaci Nerona („zdařilá hudební parodie“) a Petronia („širokodechá linie zpěvů“) a z konkrétních hudebně zajímavých míst písně Petronia a otrokyně.
Půlnoční překvapení tedy nemělo skutečný jevištní život, povědomí o této opeře však zůstalo. Hudební vědec a kritik Vladimír Bor ho v časopise Hudební rozhledy roku 1969 popsal jako „originální jednoaktovku […] na zajímavý satirický námět z antiky“ a hudební kritička Helena Havlíková v bilanci české poválečné opery roku 1985 označila Luckého Půlnoční překvapení za „vzácný případ operní satiry“. Štěpán Lucký se věnoval téměř výlučně instrumentální tvorbě, především hudbě pro film a televizi, a Půlnoční překvapení bylo jeho jediným operním pokusem.